# Suir
Suir (irsky Abhainn na Siúire) je řeka v Irsku, která měří 185 km a je třetí nejdelší řekou v zemi. Její povodí má rozlohu 3 610 km² a průměrný průtok dosahuje 76,9 m³/s. Pramení na úbočí hory Devil's Bit nedaleko města Templemore v hrabství Tipperary. Protéká městy Thurles, Clonmel a Carrick-on-Suir, hlavními přítoky jsou Aherlow a Tar. Ve Waterfordu se Suir vlévá do Keltského moře a sdílí estuár s řekami Barrow a Nore; dohromady jsou nazývány „Tři sestry“. Ve Waterfordu řeku překračuje silnice N25 zavěšeným mostem dlouhým 230 m. Mezi rybáři je řeka populární díky rekordním úlovkům pstruhů a lososů. Povodí řeky se vyznačuje vysokými dešťovými srážkami, v letech 2007–2010 proto proběhla rozsáhlá výstavba protipovodňových zábran.